# Schafmatt
Die Schafmatt ist ein Passübergang vom baselbieter Oltingen ins solothurnische Rohr. Die Passhöhe befindet sich auf 812 m ü. M. auf baselbieter Boden wenige Meter neben der Kantonsgrenze und der Flurgrenze der gleichnamigen typischen offenen Juraweide. Die Strasse verläuft südlich unterhalb der Geissflue.
Auf der schmalen und durchgehend asphaltierten Passstrasse besteht kein Anschluss an den öffentlichen Verkehr. Die Schafmatt ist ein beliebtes Ausflugsziel. Unterhalb des Berghauses der Naturfreunde Aarau, das Übernachtungsmöglichkeiten anbietet, findet sich ein geräumiger Parkplatz. Am Wochenende wird dort ein Restaurationsbetrieb angeboten. In der Nähe des Berghauses steht auch eine von der Astronomischen Vereinigung Aarau betriebene Sternwarte.

## Geschichte
Nördlich von Rohr gliederte sich die Hauptachse in verschiedene Linien auf, die in Richtung der basellandschaftlichen Orte Oltingen und Zeglingen führten. Die Streuung der eisenzeitlichen Funde in der Region lässt eine wichtige Rolle des Passes für den überregionalen Verkehr in der Urgeschichte vermuten. Eine Begehung in römischer Zeit wird angenommen. Im Frühmittelalter führte die kürzeste Verbindung zwischen dem Raum Basel und der Innerschweiz über die Schafmatt, die im ganzen Mittelalter von Pilgern, Fuhrleuten und Händlern benutzt wurde. Für das Jahr 1276 ist die Bezeichnung Schafmatt überliefert, 1363 Schochmatt und 1510 Schachmatt.
Im 15. bis 17. Jahrhundert diente die Schafmatt vor allem dem regionalen Warenaustausch, indem Oberbaselbieter Bauern den Aarauer Wochenmarkt belieferten. Zollstellen nördlich und südlich des Übergangs weisen aber auch auf eine Einbindung in den überregionalen Handel hin. Strategische Bedeutung kam dem Pass im Schwabenkrieg von 1499 zu, als eidgenössische Truppen über die Schafmatt das österreichische Fricktal umgingen, um von Aarau nach Dornach zu gelangen. Im so genannten Schafmatthandel konkurrierten Basel und Bern mit Solothurn um die Zolleinkünfte aus den parallel verlaufenden Fernhandelsstrecken über den Unteren Hauenstein und die Schafmatt. Mit der Erschliessung des Benkerjochs in den Jahren 1705/06 wichen Berner und Basler der Solothurner Blockade des Transithandels an der Schafmatt aus.
Im 18. Jahrhundert kam dem Pass nur noch regionale, im 19. Jahrhundert überhaupt keine Bedeutung mehr zu. In der zweiten Hälfte des 19. Jahrhunderts gab es zwei gescheiterte Anläufe, eine Schafmattbahn von Sissach nach Aarau zu bauen.